# Hans Möller (Ökonom)
Hans Möller (* 12. Juni 1915 in Berlin; † 16. Dezember 1996 in München) war ein deutscher Wirtschaftswissenschaftler.

Hans Möller, Sohn des Malers Otto Möller, schloss sein 1933 begonnenes Studium der Volkswirtschaftslehre zunächst mit dem Diplom-Examen 1936 und sodann mit Promotion zum Dr. der Wirtschaftswissenschaften an der Friedrich-Wilhelms-Universität Berlin, der nachmaligen Humboldt-Universität Berlin am 28. Mai 1941 ab; seine Dissertation befasste sich mit „Kalkulation, Absatzpolitik und Preisbildung“. Er war Schüler und Assistent von Heinrich von Stackelberg (1905–1946) in Berlin.  Als Experte in Fragen der Geldpolitik war er 1948 eines der zehn deutschen Mitglieder des „Konklave von Rothwesten“ (in einer Kaserne in der Nähe von Kassel), das unter Leitung des US-Ökonomen Edward Tenenbaum unter strikter Geheimhaltung die Einführung der DM in den westlichen Besatzungszonen vorbereitete. 1954 wurde er als Professor für Volkswirtschaftslehre an die Johann-Wolfgang-Goethe-Universität Frankfurt am Main berufen; 1955 erhielt er den Ruf auf den Robert-Schuman-Lehrstuhl am Europa-Kolleg Brügge. 1958 wechselte er an die Ludwig-Maximilians-Universität München. Möller war Initiator und von 1950 bis zu seinem Tod Mitglied des „Wissenschaftlichen Beirats“ beim Bundeswirtschaftsministerium; von 1970 bis 1977 war er Vorsitzender dieses Beratergremiums. Er war auch als wirtschaftspolitischer Berater bei internationalen Organisationen, wie der EU und der OECD, tätig.
Möller war Ehrendoktor der Universitäten Kiel (1983) und Frankfurt (1994) und Mitglied der Bayerischen Akademie der Wissenschaften. Die volkswirtschaftliche Fakultät der LMU München hat eine Seminar-Reihe nach Möller benannt. Möller war im Jahr 1994 der „Gründungsvater“ des „Alumni-Clubs“ der Volkswirte der LMU München. Der Club verleiht seit dem Jahr 2004 die „Hans-Möller-Medaille“ als „Dank und Anerkennung für große Verdienste um die Volkswirtschaft“.

## Veröffentlichungen
- Kalkulation, Absatzpolitik und Preisbildung. Die Lehre von der Absatzpolitik des Betriebes auf preistheoretischer und betriebswirtschaftlicher Grundlage. Wien 1941, Nachdruck (mit einer neuen Einführung über „Die Entwicklung der modernen Preistheorie“), Tübingen 1962
- Internationale Wirtschaftsorganisationen. (Die Wirtschaftswissenschaften, Reihe B, Nr. 15, hrsg. von Erich Gutenberg). Wiesbaden 1960
- Außenwirtschaftspolitik. (Die Wirtschaftswissenschaften, Reihe B, Nr. 14, hrsg. von Erich Gutenberg). Wiesbaden 1961
- Der Boden in der Politischen Ökonomie. Wiesbaden 1967 (49 S.)
- Das Ende einer Weltwährungsordnung? München: Piper, 1972, ISBN 978-3-492-00334-6
- mit Rigmar Osterkamp, Wolfgang Schneider: Umweltökonomik. Athenäum 1981, ISBN 978-3-7610-5020-0